# Anostostoma australasiae
Anostostoma australasiae är en insektsart som beskrevs av Gray, G.R. 1837. Anostostoma australasiae ingår i släktet Anostostoma och familjen Anostostomatidae. Inga underarter finns listade i Catalogue of Life.